# Union démocratique et radicale
Die Union démocratique et radicale (Demokratische und Radikale Union, UDR) war eine Fraktion im französischen Senat, die von 1924 bis 1940 existierte.
Sie entstand in der Dritten Republik ab Herbst 1924 mit Senatoren, die aus der unabhängigen radikalen Bewegung hervorgegangen waren. Sie vereinte Senatoren, die sich nicht der Radikalsozialistischen Partei anschließen wollten, und andere, die die Partei verließen, weil sie linke Bündnisse (mit den Sozialisten) ablehnten, ohne sich jedoch formell der Alliance Démocratique, der großen liberalen und laizistischen Mitte-Rechts-Partei, oder einer ihrer zahlreichen parlamentarischen Ableger anzuschließen. Die Bewegung, die sie vertraten, fand sich später erneut in der Unabhängigen Radikalen Partei und im Rassemblement des gauches républicaines wieder. Die Fraktion gründete sich nach dem Zweiten Weltkrieg nicht wieder.

## Fraktionsvorsitzende
- 1924: Charles Chaumet
- 1930: Raymond Blaignan[2]
- 1933: Louis Barthou
- 1936: Yves Le Trocquer
- 1939: Paul Jourdain[3]

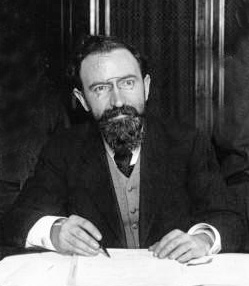
Chaumet
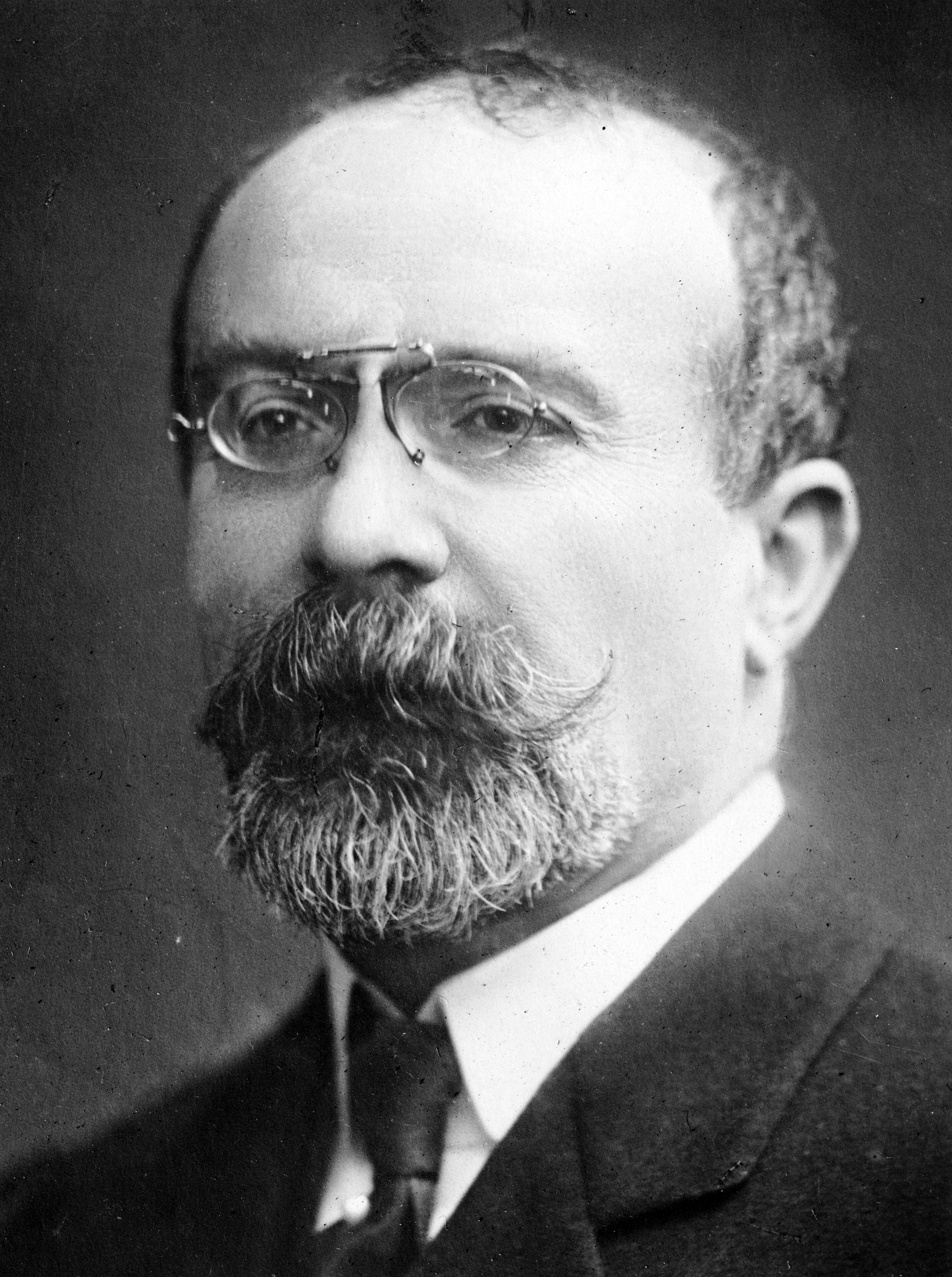
Barthou
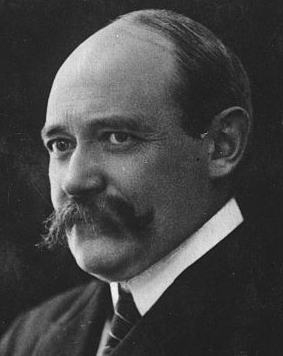
Le Trocquer
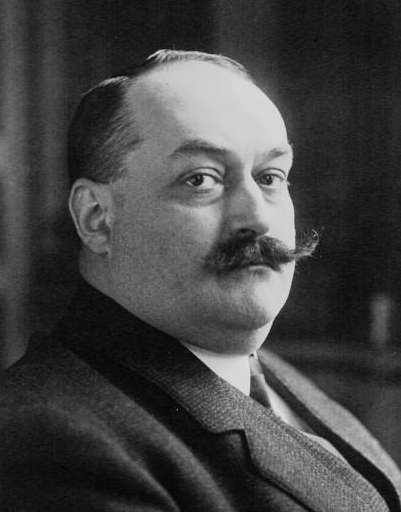
Jourdain